# Tullbergia huetheri
Tullbergia huetheri is een springstaartensoort uit de familie van de Tullbergiidae. De wetenschappelijke naam van de soort is voor het eerst geldig gepubliceerd in 1968 door da Gama.